# Antena direccional

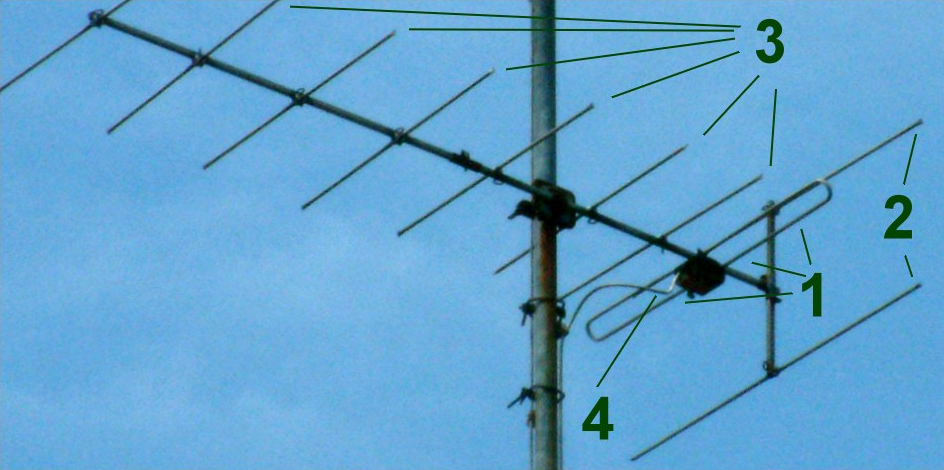
La antena Yagi también es usada como una antena direccional.

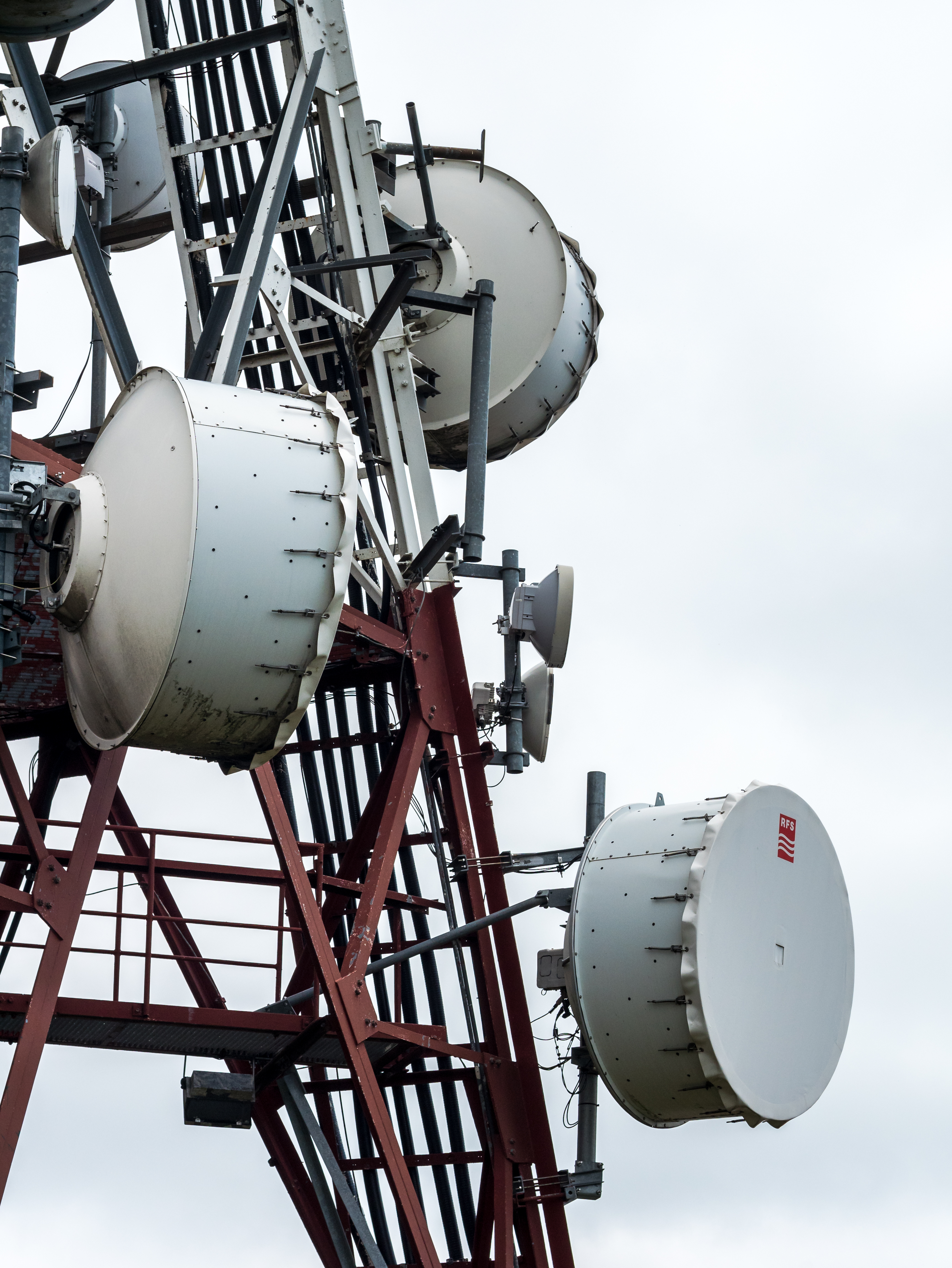
Antenas direccionales en un repetidor de telecomuncaciones.

A diferencia de las antenas omnidireccionales, una antena direccional (también llamada unidireccional o directiva) es una antena capaz de concentrar la mayor parte de la energía radiada de manera localizada, aumentando así la potencia emitida hacia el receptor o desde las fuente deseadas y evitando interferencias introducidas por fuentes no deseadas. Las antenas direccionales, como por ejemplo las antenas yagi, proporcionan mucho mejor rendimiento que las antenas de dipolo cuando se desea concentrar gran parte de la radiación en una dirección deseada.
La antena Yagi es una antena direccional inventada por el Dr. Hidetsugu Yagi de la Universidad Imperial de Tohoku y su ayudante, el Dr. Shintaro Uda (de ahí al nombre Yagi-Uda). Esta invención de avanzada a las antenas convencionales, produjo que mediante una estructura simple de dipolo, combinado con elementos parásitos, conocidos como reflector y directores, logró construir una antena de muy alto rendimiento.
La invención del Dr. Yagi (patentada en 1926) no fue usada en Japón en un principio, ya que el diseño de la antena no fue para implementarse en las comunicaciones sino para utilizarse en la guerra como un arma radioactiva. Yagi experimentaba con ratones a los que sometía a fuertes ondas de radio que eran concentradas gracias a la direccionalidad de la antena. Los resultados no fueron buenos para Yagi y abandonó el proyecto. Sin embargo fue aceptada en Europa y Norteamérica, en donde se incorporó a la producción comercial de los sistemas de difusión, TV y otros.
El uso de esta antena en Japón solo comenzó a realizarse durante la Segunda Guerra Mundial, cuando se descubrió que la invención de Yagi era utilizada como antena de radar por los ejércitos aliados.
Otro ejemplos de antenas direccionales son las antenas de bocina y las antenas parabólicas, estas últimas muy comunes en las telecomunicaciones modernas.
- Datos: Q769152